# Star Wars: Battle Pod
Vous lisez un « bon article » labellisé en 2016.
Star Wars: Battle Pod est un jeu d'arcade basé sur la franchise Star Wars, développé par Bandai Namco Entertainment. Dans des séquences de simulation de combat spatial et de pilotage, le jeu propose un gameplay du type shoot 'em up, plus précisément rail shooter. La borne d'arcade a été dévoilée le 8 octobre 2014 et présentée à la convention New York Comic Con de 2014. La borne est ensuite disponible le 8 octobre 2014 en exclusivité au Dave & Buster's de New York, puis dans tous les Dave & Buster's à partir du 23 janvier 2015. Star Wars: Battle Pod est ensuite disponible partout depuis le 25 mars 2015 aux États-Unis et en Europe et par la suite au Japon à l'été 2015 et dans le reste du monde. À partir du 18 juin 2015, la borne est aussi mise en vente au public aux États-Unis, en Europe et au Japon, dans deux versions différentes : une à l’effigie de l'Alliance rebelle et l'autre à celle du maléfique Dark Vador.
Le jeu permet de revivre les grandes batailles des épisodes IV à VI de la saga Star Wars (Un nouvel espoir, L'Empire contre-attaque, Le Retour du Jedi) sur cinq niveaux différents. La borne d'arcade massive et immersive se présente sous la forme d'une cabine équipée d'un écran panoramique incurvé de très grande taille.
La presse a accueilli la borne très favorablement dès son dévoilement. Elle décrit le système de jeu comme étant très simple, renforcé par une licence à succès, et qui procure une expérience de jeu exceptionnelle.

## Trame
Star Wars: Battle Pod se déroule dans l'univers de la trilogie originale  Star Wars (épisodes IV à VI : Un nouvel espoir, L'Empire contre-attaque, Le Retour du Jedi). Le jeu permet de revivre les grandes batailles de cette trilogie. Aucun scénario reliant les différents niveaux n'a été mis en place. Seul le niveau « Vador's Revenge » bénéficie d'un scénario spécifique et original, alors que les scénarios des autres niveaux sont basés sur ceux des films. Le joueur accomplit les missions dans la peau d'un pilote de l'Alliance rebelle, une organisation qui lutte contre le très autoritaire Empire galactique. Cependant, dans le niveau « Vador's Revenge », le joueur incarne Dark Vador, le maléfique apprenti de l'Empereur.

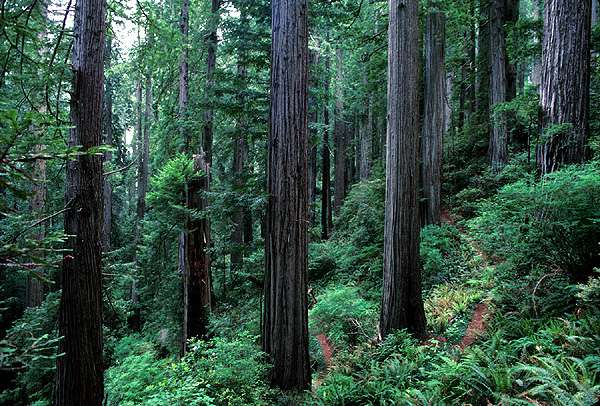
Lune forestière d'Endor (parc national de Redwood, Californie).

Le jeu est composé de cinq niveaux : Yavin, Endor, Hoth, « Death Star II » et « Vador's Revenge ».
Yavin retrace la dernière bataille du film Un nouvel espoir. La mission est d'engager le combat spatial autour de l'arme absolue de l'Empire galactique, la station spatiale l'Étoile noire située près du satellite naturel Yavin 4. Il faut plonger dans l'une des tranchées de la station afin de larguer une bombe en son cœur pour la faire exploser.
La mission Hoth, issue du début du film L'Empire contre-attaque, consiste à repousser l'attaque des forces de l'Empire galactique contre la base de l'Alliance rebelle et de fournir un appui aérien aux cargos alliés pour leur permettre de s'échapper de la planète Hoth.
Le niveau Death Star II (« Étoile de la mort ») permet de revivre la dernière bataille du film Le Retour du Jedi. Le vaisseau de l'Alliance rebelle, le Faucon Millenium sort donc de l'hyperespace et aperçoit la bataille autour de la seconde station spatiale de l'empire, l'Étoile de la mort. Après une première partie de combat spatial, la mission est de s'introduire au cœur de la station et détruire son générateur principal pour la faire exploser.
L'action de Vader's Revenge (« Revanche de Vador ») se déroule après la fin du film Un nouvel espoir et donc après la destruction de l'Étoile noire. Le maléfique Dark Vador doit détruire un « super laser » secret présent dans les décombres de la station afin que les rebelles ne le récupèrent pas,.

## Système de jeu

### Généralités
Star Wars: Battle Pod est un rail shooter (sous-genre du shoot 'em up) avec un système de jeu simple et très intuitif où l'action se déroule en vue à la première personne. Son système de jeu est très similaire à celui de Rez ou de Star Wing, et l'aspect général des phases de combat spatial ressemble au jeu de la même saga Star Wars Trilogy: Arcade,,.
La borne permet un mode solo dans lequel le joueur peut choisir le niveau qu'il désire. Le joueur est aux commandes de différents véhicules emblématiques de la saga Star Wars dans plusieurs lieux célèbres de l'univers Star Wars. Quatre niveaux (ou missions) simulent des combats spatiaux et un seul le pilotage (Endor). Les missions sont courtes (environ 3 à 4 minutes) et classées selon quatre niveaux de difficulté : Easy (« facile »), Medium (« moyen »), Hard (« difficile ») et Extreme (« extrême »).

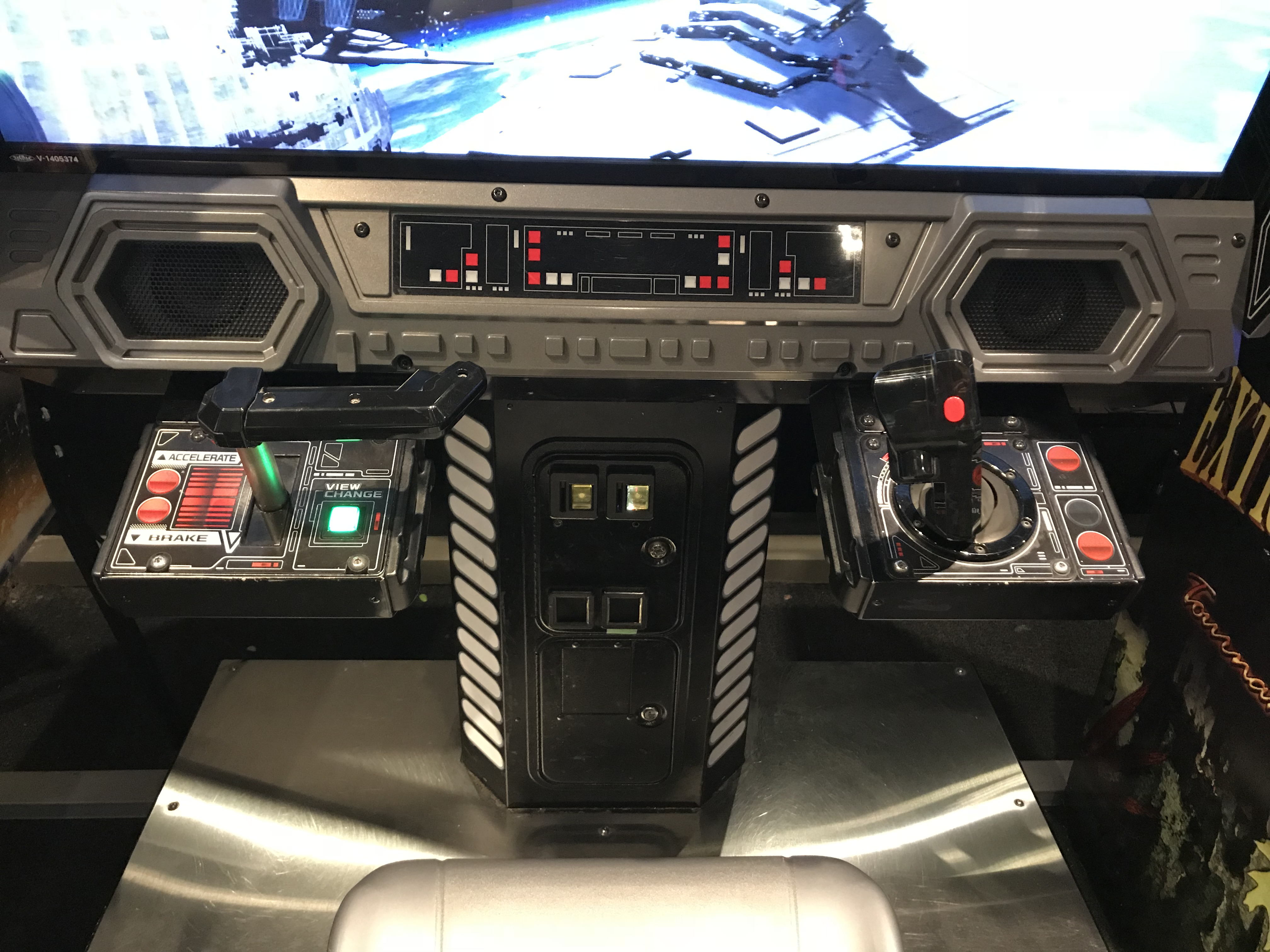
Levier et joystick de la borne verticale (ceux de la version cockpit sont identiques).

Le joueur peut agir légèrement sur les déplacements des véhicules laissant quelques libertés de mouvement, mais les trajets sont guidés par l'intelligence artificielle du jeu. Les commandes de type HOTAS (Hands On Throttle-And-Stick (« Mains sur manche et manette »)) sont simples,. Le levier de gauche à deux directions (avant et arrière) permet d'accélérer ou de ralentir. Le joystick de droite, équipé d'une gâchette pour le tir principal et d'un bouton pour l'arme secondaire qui permet de viser et de tirer. Le joueur peut viser grâce à un réticule de visée assez gros avec un point central. Le joueur peut utiliser l'arme secondaire uniquement quand le réticule passe au rouge, lorsque l'ennemi visé est quasiment au centre de celui-ci. Un bouton de changement de vue est situé à côté du levier de gauche, il permet de masquer ou afficher le cockpit.
L'écran gigantesque en forme de dôme permet au joueur d'avoir en permanence les yeux sur le jeu. L’écran entoure le joueur au-delà même de ses épaules et les ennemis ou informations peuvent arriver de n'importe où sur l'écran.
Plus le joueur rate ses cibles ou plus il est inactif (parfois une petite icône s'affiche, rappelant de tirer), plus le véhicule est touché par ses ennemis et peut exploser. Il y a une jauge de vie en bas du réticule, Low Power (puissance faible) qui s'affiche en rouge lorsque le véhicule est très endommagé.
Chaque début de mission comporte un tutoriel très rapide sous forme de petites icônes décrivant le maniement des commandes et actions à effectuer. Le joueur conduit sa mission accompagné d'alliés qui combattent à ses côtés.
La borne d'arcade commercialisée fin 2015 ne peut pas être reliée pour un jeu en réseau local, tout comme les versions Premium Edition destinées au marché privé, elles ne possèdent pas de mode multijoueur. Cependant, la version Standard Edition dévoilée en août 2015 lors du gala de l'AAMA permet de se connecter à une autre borne Standard Edition pour l'utilisation du jeu en réseau local. Les joueurs jouent ensemble et tirent sur les mêmes ennemis, mais sont en compétition du point de vue du score.
| Lieu       | Yavin  | Endor        | Hoth        | Death Star II    | Vader’s Revenge            |
| Véhicule   | X-wing | Speeder bike | Snowspeeder | Faucon Millenium | Chasseur TIE de Dark Vador |
| Difficulté | Facile | Moyen        | Moyen       | Difficile        | Extrême                    |

### Systèmes de points
Le joueur peut augmenter son score en fonction des combos, des points bonus et des Great Shots (« super tirs ») : durant la partie certains tirs sont évalués Missed (« manqué »), Great (« super ») ou Excellent et Quick Kill (« mort rapide »). En fonction du score, la partie est évaluée de une à trois étoiles : 1 étoile : Flight officer (« officier de vol »), 2 étoiles : Lieutenant, 3 étoiles : Captain (« capitaine »).

## Développement

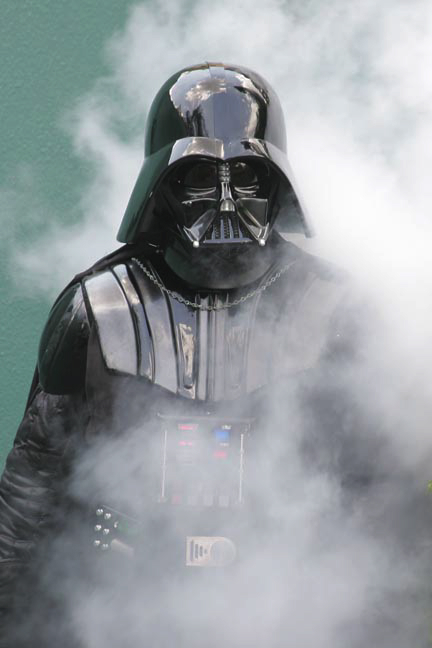
Dark Vador, personnage jouable du jeu (cosplay).

Depuis le début des années 2000, la section arcade de Bandai Namco Entertainment a toujours travaillé sur le développement d'écrans panoramiques en forme de dôme. Le projet de borne totalement immersive nommé ORBS (Over Reality Booster System), qui avorte en 2001, devait accueillir Star Blade: Operation Blue Planet (sur  System 246), suite du jeu Starblade (sur System 21). Mais ce jeu est resté à l'état de prototype, uniquement présenté lors de différents salons consacrés aux jeux d'arcade.
Les gros investissements effectués poussent Bandai Namco Games à continuer le développement de cette technologie, qui aboutit à la création de la borne du jeu Kidō Senshi Gundam: Senjō no Kizuna en 2006 (sur N2 Satellite Terminal et System ES1), puis Mach Storm en 2013 (sur System ES3),. En 2014, Bandai Namco Games commercialise également au Japon un autre jeu, Lost Land Adventure, qui utilise ce même type d'écran incurvé en forme de dôme,.  Bandai Namco Games, qui a à cœur de créer un jeu sur l'univers Star Wars utilisant cette technologie, réalise en 2012 une démonstration d'une borne d'arcade Star Wars avec ce dôme auprès de Walt Disney Japan , avec qui l'entreprise entretient de très bonnes relations depuis quelques années. Leur accueil est très favorable et Bandai Namco Games commence à développer le concept.
Sam Ven de Bandai Namco Amusements America déclare être entré en contact avec Disney au sujet de la création d'un jeu Star Wars par Namco Bandai Games, dès le rachat de la franchise Star Wars. Le développement de la borne a duré deux ans avec une équipe d'environ soixante-dix personnes. L'équipe choisit de développer le jeu sur le moteur Unreal Engine 3 plutôt que sur le 4, car elle a déjà travaillé avec ce moteur. Un résultat de qualité a été plus rapidement atteint, ce qui a permis à l'équipe de gagner du temps et de se concentrer sur la qualité du jeu. Namco Bandai Games discute avec Lucasfilm de la conception de niveau, qui est impliqué dans la totalité du processus de développement du jeu. Lucasfilm contrôle le design des niveaux, des véhicules, l'aspect final de la borne et effectue notamment des changements et des propositions. L'équipe de développement de Bandai Namco Games propose plusieurs idées de développement d'un niveau avec un scénario original, notamment pouvoir jouer en tant que Dark Vador au moment de la destruction de l'Étoile de la mort, ce que Lucasfilm apprécie et approuve. L'équipe choisi d'augmenter délibérément la difficulté de ce niveau original appelé Vader's Revenge, pour en faire quelque chose de particulier et marquant.
Le choix de s'appuyer sur la trilogie originale est conservé depuis le début, en raison de l'attrait pour ces trois films des fans et des joueurs potentiels. La grande culture arcade aux États-Unis et l'attrait des américains pour la licence Star Wars ont été les arguments pour décider de commercialiser le jeu d'abord aux États-Unis plutôt qu'au Japon. Le gameplay simple et arcade est choisi pour permettre au joueur une immersion immédiate dans l'univers. Le but de Bandai Namco Games est d'immerger le joueur dans l'univers Star Wars et le faire entrer au cœur des batailles célèbres grâce à l'écran en forme de dôme panoramique, au son 5.1, aux vibrations et aux ventilateurs. L'écran en forme de dôme est un moyen de réaliser une immersion quasi-réelle dans l'univers Star Wars.
Le jeu a été développé par  Bandai Namco Games Singapour,. Il n'y a pas d'easter egg, de personnage ou véhicule cachés, seulement un écran spécial quand le joueur finit une mission. La borne est très similaire à celle de Mach Storm. La mention « Pod » dans le titre est tirée du nom de l'écran panoramique incurvé appelé POD (Panoramic Optical Display (« affichage optique panoramique »)).

## Musique et son

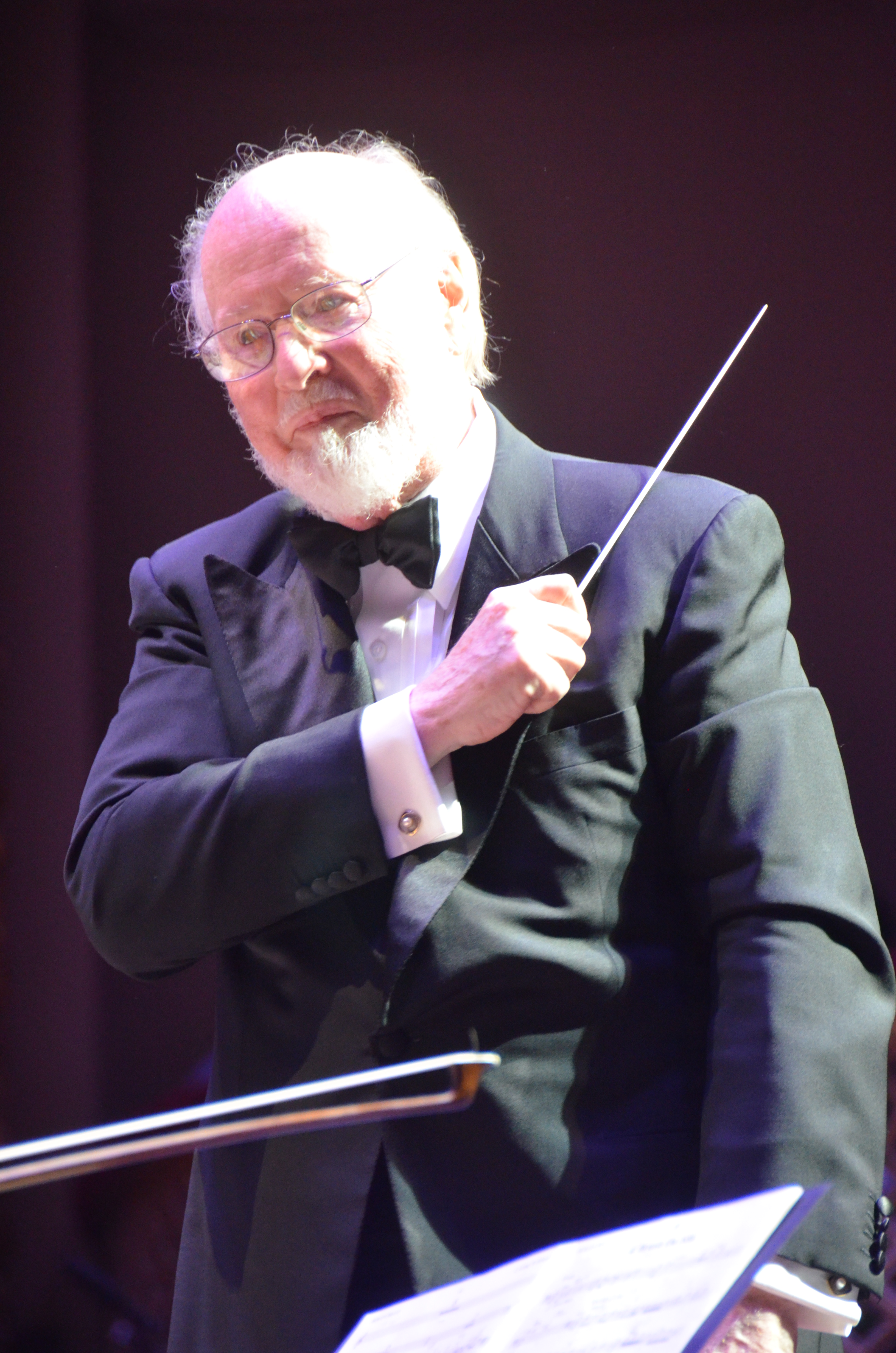
John Williams, compositeur de la bande originale des films Star Wars.

### Généralités
Le bruitage, les sons des explosions ou des armes sont tirés des films de la trilogie originale. Durant chaque mission, une bande sonore diffuse des dialogues avec des alliés rebelles commentant ou conseillant le joueur au cours des péripéties.
La musique de Star Wars: Battle Pod est issue de la bande originale des films de la trilogie originale Star Wars, écrite par le compositeur John Williams, notamment primée d'un Oscar de la meilleure musique de film, d'un Golden Globe de la meilleure musique de film, et d'un Saturn Award de la meilleure musique (Star Wars, épisode IV : Un nouvel espoir),,. Les musiques de la première trilogie empruntent à la musique classique dans plusieurs styles, notamment le romantisme de Richard Strauss. Star Wars, épisode IV : Un nouvel espoir s'inspire par exemple de Gustav Holst, Edward Elgar et Igor Stravinsky (mais Williams abandonne progressivement les références classiques pour les autres films de la saga).
Tous les niveaux utilisent directement des musiques des films desquels ils tirent leur scénario. Les musiques choisies sont rythmées, nerveuses et haletantes annonçant du suspense. Vader's Regence avec son scénario original tire ses musiques des thèmes liés à Dark Vador de la trilogie originale.

### Pistes utilisées
Les différentes bandes originales ont connu plusieurs éditions et remastérisations, certaines pistes ne figurent pas sur les premiers albums et les numéros de pistes varient suivant les éditions. Voici les pistes utilisées :
- Main Title (Star Wars Theme) : mode attractif ;
- The Pit of Carkoon / Sail Barge Assault : écran de victoire ;
- Ben Kenobi's Death/ TIE Fighter Attack : Yavin ;
- The Battle of Yavin : Yavin ;
- The Battle of Hoth : Hoth ;
- The Lightsaber / The Ewok Battle : Endor ;
- The Pit of Carkoon / Sail Barge Assault : Endor ;
- The Battle of Endor : Death Star II ;
- Ben Kenobi's Death/ TIE Fighter Attack : Death Star II ;
- The Imperial Probe / Aboard the Executor : Vader's Revenge ;
- The Imperial March : Vader's Revenge.

## Aspect technique
Star Wars: Battle Pod fonctionne sur System ES3, un système d'arcade créé par Bandai Namco Entertainment qui permet de faire fonctionner des jeux haute définition (HD). Le System ES3 repose sur une architecture de type PC dont le système d'exploitation est Microsoft Windows 7.

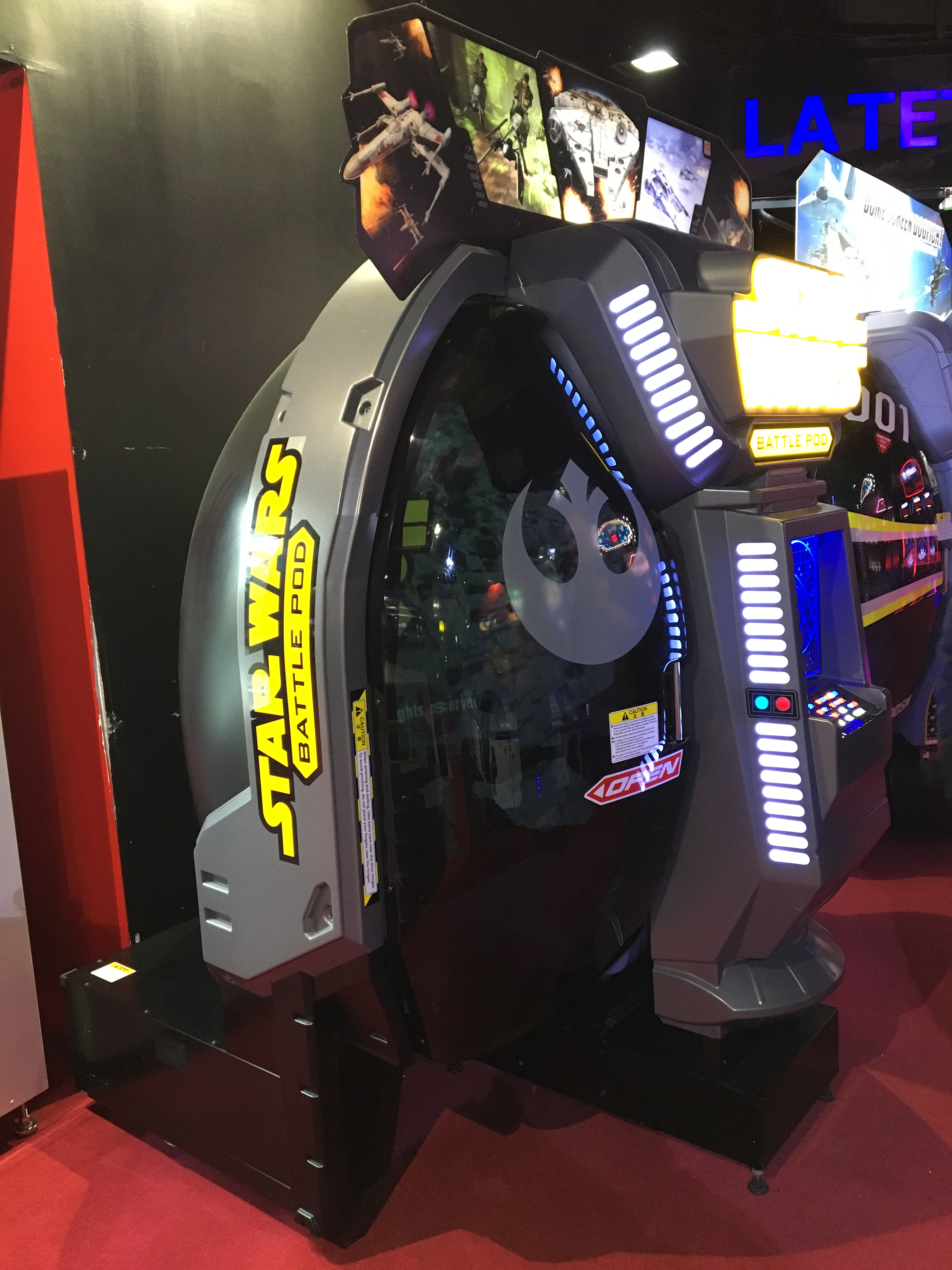
Borne Star Wars: Battle Pod

La borne deluxe est une cabine fermée très massive de type borne assise dans laquelle le joueur entre par une petite porte. Elle est d'une taille très imposante (largeur : 1,88 mètre, longueur : 1,62 mètre, hauteur : 2,54 mètres, poids : 365 kg).
C'est la même borne que celle du jeu Mach Storm. La seule différence de conception notable est le placement des haut-parleurs du système audio 5.1 directement dans le siège derrière la tête du joueur, alors qu'avant ils étaient frontaux.
La borne est équipée d'un écran panoramique à 180°, concave en forme de dôme. L'écran panoramique et le gameplay à 180° peut rendre le joueur malade ; durant l’atract mode, un message d’avertissement conseille de faire une pause en cas de besoin et d’éviter de faire entrer quelqu'un dans la borne, ce qui peut rendre malade. L'affichage est effectué en HD, l'image est projetée sur l'écran grâce à un projecteur NEC NP-PE401H équipé d'une lentille spéciale. Le siège est équipé d'un système de vibration qui réagit en fonction des évènements se déroulant à l'écran, tout comme les commandes qui vibrent et offrent une légère résistance grâce à un système de retour de force. Des petits jets d’air, ponctuellement envoyés au visage du joueur par des ventilateurs dissimulés, permettent de simuler la vitesse et les accélérations. La borne comporte également une caméra, mais elle est inutilisée. En plus des options classiques d'un jeu vidéo d'arcade (son, tarifs, etc.), l'opérateur d'arcade (l'exploitant de la borne) peut décider de la quantité totale de dommages que les véhicules peuvent subir jusqu'à la fin de la partie. Le gros symbole sur la porte de gauche est le logo de l'Alliance rebelle et celui de la porte de droite, celui de l'Empire galactique.
La borne Flat Screen Edition est une borne classique sans écran panoramique, qui utilise cependant les mêmes systèmes de commande que la version deluxe. Elle permet le jeu à deux joueurs et comporte également une caméra, comme la version Deluxe,.

## Exploitation
Le 2 octobre 2014, le site web Polygon rapporte une information émanant de Bandai Namco selon laquelle l'entreprise va présenter un nouveau jeu d'arcade basé sur la licence Star Wars au New York Comic Con, sans pour autant révéler de précisions sur le jeu ou la borne. Les spéculations évoquent une suite dans la lignée du flipper Star Wars sorti en 1992, ou alors une suite directe du jeu vidéo d'arcade Star Wars de 1983,.
Star Wars: Battle Pod est donc dévoilé le 8 octobre 2014,,, juste avant l'ouverture du New York Comic Con où trois bornes ont été présentées,,. La borne a également été présentée pour la première fois au public lors du salon IAAPA en décembre 2014 où elle a également été très bien accueillie. Les livraisons ont par la suite débuté le 23 janvier en exclusivité dans tous les Dave & Buster's,,. Star Wars: Battle Pod a également été présenté au salon AEG du 13 au 15 janvier 2015 à Londres, et au salon JAEPO, à Chiba au Japon le 13 et 14 février 2015,. La sortie était prévue à l'origine le 1er mars 2015 dans tous les États-Unis puis à l'été 2015 au Japon et dans le reste du monde,.
Le prix de vente de la borne avoisine 30 000 €,. En 2014, John McKenzie, le président de Bandai Namco Amusement America et Europe, estime la durée d'exploitation de la borne à cinq ans et précise que des niveaux supplémentaires ou du contenu pourraient être proposés. D'éventuels mises à jour ou ajouts de contenu se font via un port USB, mais rien n'est prévu en 2015. Fin 2014 et début 2015, Dave & Buster's s'appuie sur son exclusivité et communique sur Star Wars: Battle Pod.
Plusieurs bornes de Star Wars: Battle Pod ont été livrées en location test depuis mi-février 2015 dans certaines villes d'Europe et des États-Unis. Le 3 mars 2015, Bandai Namco annonce que la borne est en production et sera livrée fin mars. Elle est finalement disponible le 25 mars 2015.
Le 26 mai 2015, Bandai Namco annonce officiellement la mise en vente au public de la borne aux États-Unis, en Europe et au Japon, dans deux versions différentes (une à l’effigie de l'alliance rebelle et l'autre à celle de Dark Vador,) à partir du 18 juin 2015,,. Chaque borne, livrée avec un tapis spécial, comportera des sièges en cuir, une plaque avec un numéro de série unique et le nom de l'acquéreur, le générique de fin du jeu comportera également le nom de l'acheteur. Les prix de ventes annoncés sont de 35 000 USD ou 24 000 £ UK, sans les frais de port. Une version Premium Edition sera également commercialisée au prix de 100 000 USD. À l'occasion de cette annonce, Bandai Namco a précisé que de nouveaux niveaux vont être dévoilés.
Mi-juillet 2015, la borne d’arcade est disponible en France à Paris et gratuitement au Japon à l'aéroport de Narita depuis le 18 août 2015,.
Le 14 août 2015, Bandai Namco dévoile lors du gala AAMA une version Flat Screen Edition (Standard Edition) (borne d'arcade classique) dont le prix devrait être beaucoup plus abordable que la version Premium Edition. C'est une borne classique sans écran panoramique, qui utilise les mêmes systèmes de commande que l'originale. En revanche, les deux bornes présentées par Bandai Namco sont connectées entre elles et permettent le jeu à deux joueurs. La borne comporte également une caméra, comme la version Deluxe. Plusieurs bornes Flat Screen Edition sont présentées lors du  New York Comic Con 2015.

## Niveau supplémentaire
Le 15 février 2016, Bandai Namco Entertainment dévoile le développement en cours d'un nouveau niveau. L'action qui se déroule sous forme d'un combat aérien, prend place lors de la bataille de Takodana, qui a lieu au milieu du film Star Wars, épisode VII : Le Réveil de la Force. Le site web japonais 4gamer.net estime que le nouveau niveau sera disponible en mai 2016 et sera également disponible pour la borne destinée au public. Le 30 mai 2016, même si le niveau n'est toujours pas disponible, Dave & Buster's met en ligne des vidéos du gameplay sur son site web.
Fin juin 2016, Bandai Namco Games annonce la disponibilité du niveau en précommande, alors que quelques salles de jeux Dave & Buster's aux États-Unis bénéficient de cette mise à jour. Le 25 août 2016, Bandai Namco Games propose un nouveau trailer du niveau, qui dévoile un peu plus du gameplay. La vidéo laisse entrevoir la poursuite d'un vaisseau du Premier Ordre durant la première partie de la mission,.

## Accueil

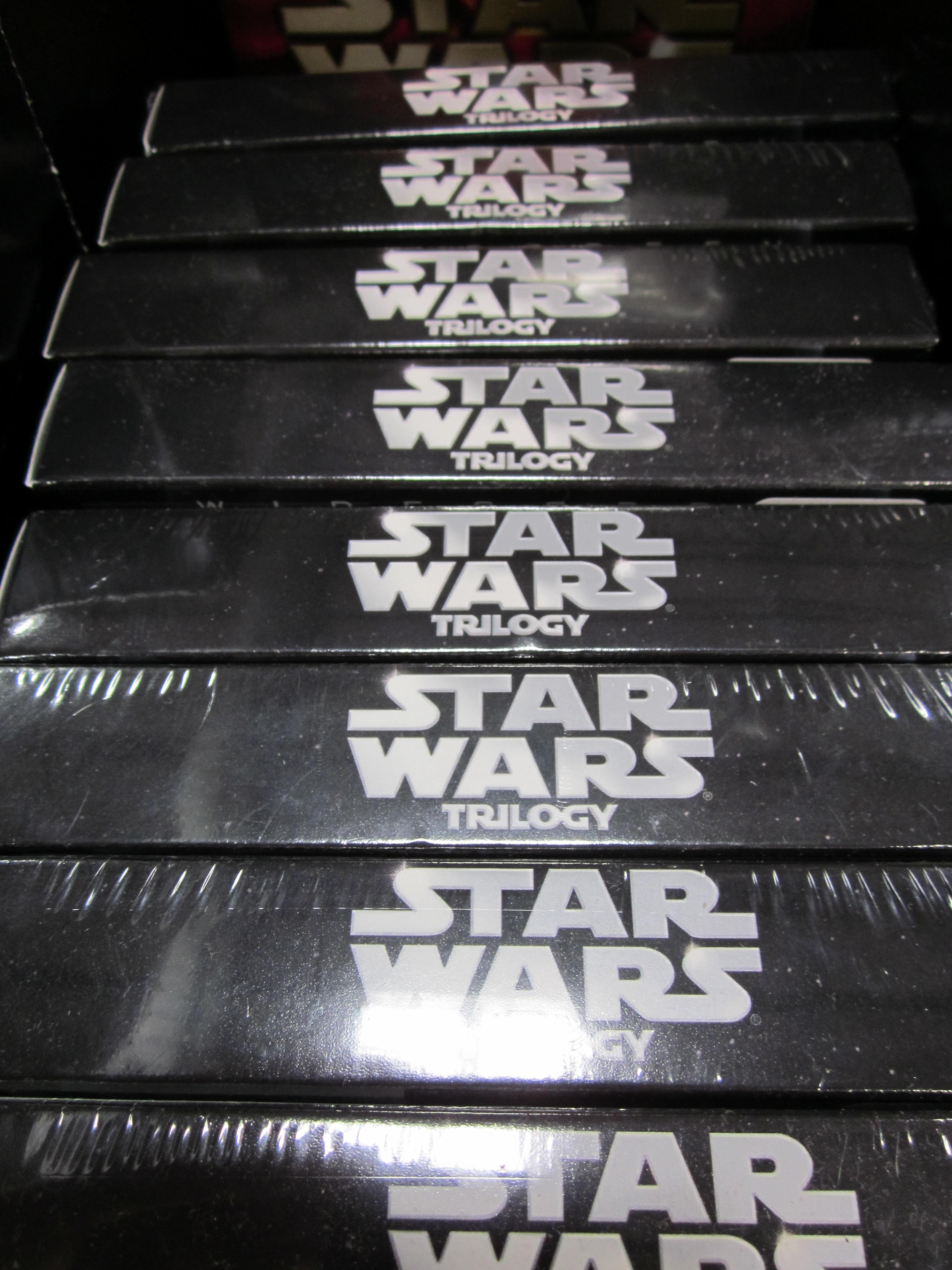
La presse décrit un système de jeu très simple et remarque l'attrait de la borne conforté par sa licence forte, basée sur la première trilogie

La presse a unanimement accueilli la borne très favorablement dès qu'elle a été dévoilée, avec des articles très flatteurs comme « Une borne d'arcade qui vend du rêve » sur Gamergen.com ou Jeuxvideo.com qui déclare « La machine vous place directement dans la peau d'un pilote et vous en met littéralement plein les yeux » et « C'est là un bien beau jouet qu'a conçu Bandai Namco ».
L'essentiel des critiques décrit un gameplay très simple mais exaltant et relève l'expérience de jeu exceptionnelle, et un jeu porté par une licence forte. Plusieurs sites web déclarent que la combinaison de l'aspect technique de la borne et le jeu conduisent à une immersion réussie et à une expérience sensorielle exceptionnelle,,. Pour Jeuxvideo.com et Eurogamer, les niveaux sont bien choisis, issus de la première trilogie, et apparaissent comme réaliste pour Clubic. Cependant Jeuxvideo.com estime la résolution de l'écran un peu faible, livrant une image manquant de finesse, ce que confirme Jeuxvideo.fr qui a également essayé le jeu et trouve « néanmoins [que] le rendu est très pixelisé ». Ian Dransfield, journaliste chez Kotaku.uk, teste la borne début avril, et l'apprécie grâce à la franchise Star Wars, et malgré certains bémols, Star Wars: Battle Pod est le spectacle que l'arcade doit être. Il relève l'immersion totale réussie, mais reste peu enthousiaste, car il a déjà été très impressionné par EVE Valkyrie ou Elite: Dangerous via le périphérique Oculus Rift. Pour Game Informer, l'action dans le jeu est fun et même frénétique, mais estime que la fin de la partie arrive trop vite. Pour Scott Murray du site web Cinelinx, le niveau le plus difficile est Vador's Revenge. Il estime les combats spatiaux chaotiques, forçant éventuellement le joueur à ne pas regarder au bon endroit, ce qui crée finalement un défi pour cibler les ennemis. Cameron Koch du site Tech Times qui réalise un dossier sur la bataille de Hoth dans les jeux vidéo, estime que la réalisation de Hoth est impressionnante, les visuels de Hoth n'ont jamais été aussi beaux dans un jeu Star Wars et remarque cependant que le Snowspeeder peut tirer et se bat contre des TIE, ce qui est pour lui étrange car cela n'arrive jamais dans le film.

## Postérité
John McKenzie a précisé que le titre n'est lié à aucun projet de film à venir. De par la conception du jeu, aucune conversion console n'est prévue, d'autant plus que la société Electronic Arts possède les droits d'adaptation de la franchise Star Wars en jeu vidéo sur console. Par contre, le 26 mai 2015, Bandai Namco annonce la mise en vente au public de la borne aux États-Unis, en Europe et au Japon, dans deux versions différentes (une à l’effigie de l'alliance rebelle et l'autre à celle de Dark Vador) à partir du 18 juin 2015,. À l'occasion de cette annonce, Bandai Namco a précisé que de nouveaux niveaux seront dévoilés.
En décembre 2015, le site web Game Informer classe Star Wars: Battle Pod au 28e rang dans son top 30 des meilleurs jeux Star Wars de tous les temps.